# Massiccio del Khao Khiao
Il massiccio del Khao Khiao (in thailandese: เขาเขียว) è una catena montuosa non particolarmente elevata che sorge nei pressi della città di Chonburi, nella Thailandia orientale. Su questo massiccio si sviluppa l'ultima zona forestale di una certa entità rimasta nella provincia di Chonburi, una regione colpita da una pesante urbanizzazione e da altre forme di intervento umano e degradazione del suolo.
Il Khao Khiao è la regione montuosa più vicina a Bangkok, in quanto si innalza circa 90 km a sud-est della capitale.